# Colpochila yesyacea
Colpochila yesyacea är en skalbaggsart som beskrevs av Szito 1995. Colpochila yesyacea ingår i släktet Colpochila och familjen Melolonthidae. Inga underarter finns listade i Catalogue of Life.